# Jean Cousin il Giovane
Jean Cousin il Giovane (a volte indicato come Jehan nel vecchio stile invece di Jean) (ca. 1522 – 1595) è stato un pittore francese.

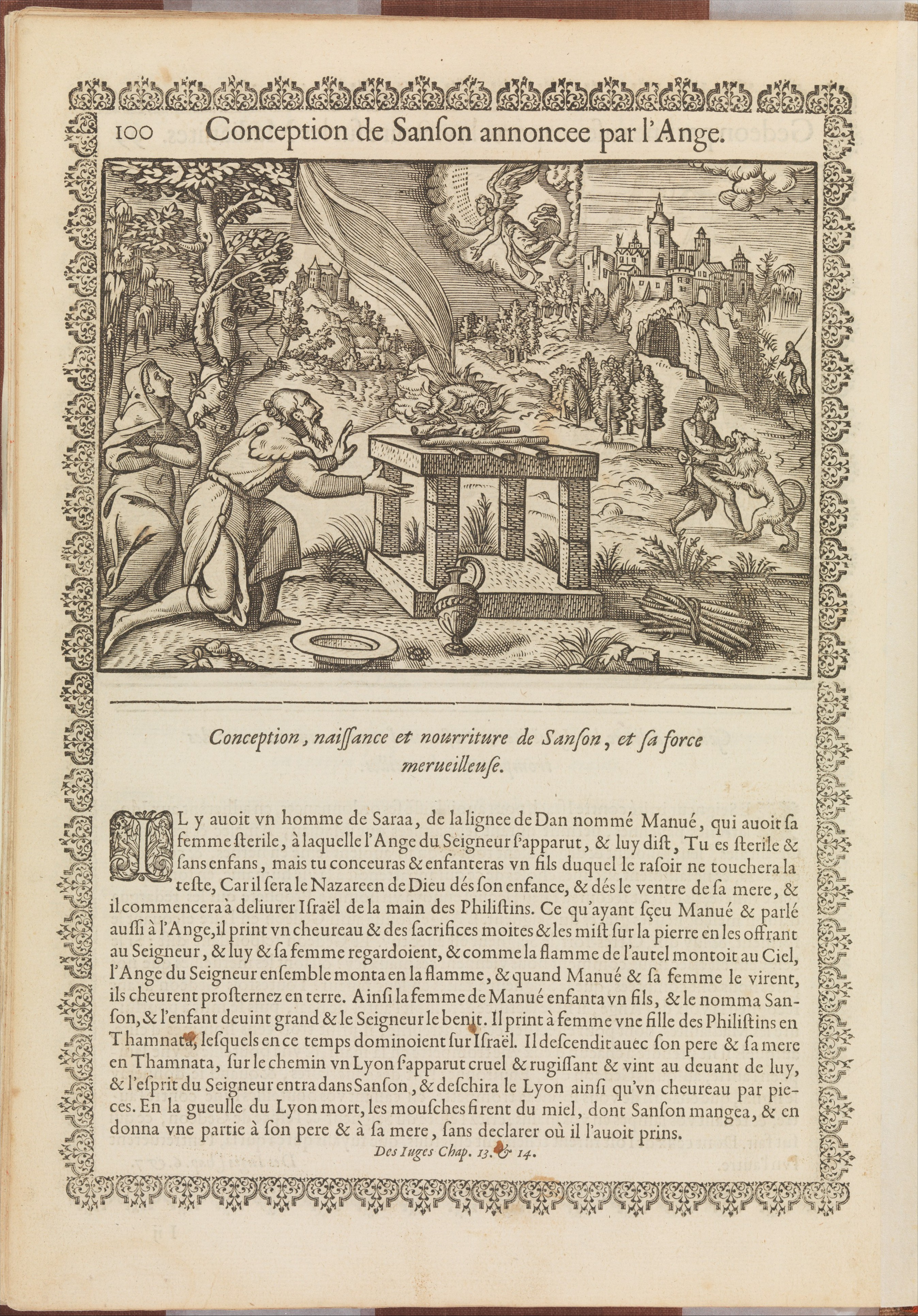
Figure storiche del Vecchio Testamento, di Jean Cousin il Giovane, Metropolitan Museum of Art

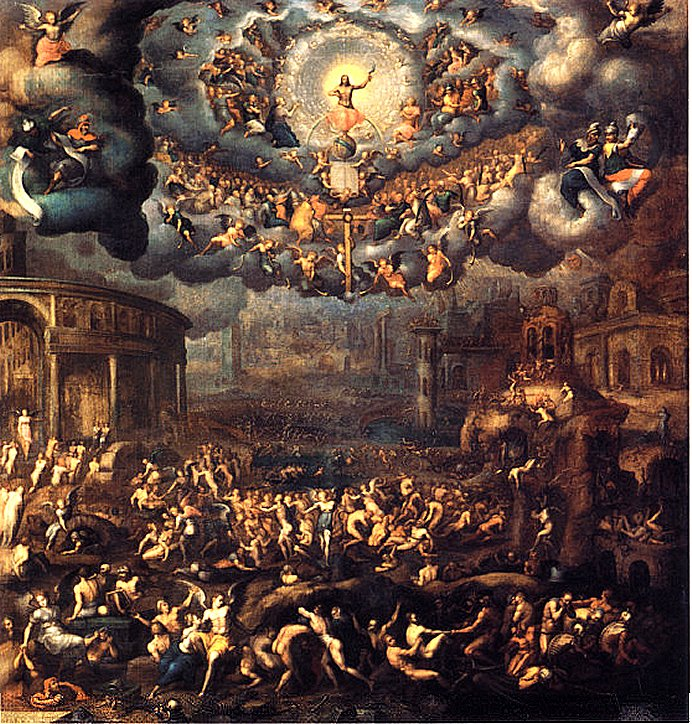
L'ultimo giudizio, di Jean Cousin il Giovane, Louvre

Nacque a Sens intorno al 1522, figlio del famoso pittore e scultore Jean Cousin il Vecchio (ca. 1490 – ca. 1560) che fu spesso paragonato al suo famoso contemporaneo, Albrecht Dürer. Essendosi formato per diventare un artista sotto suo padre, Jean il Giovane dimostrò altrettanto talento di quest'ultimo, e il loro lavoro è quasi indistinguibile anche per l'esperto.
Poco prima della sua morte, Jean il Vecchio pubblicò la sua famosa opera Livre de Perspective ("Libro di prospettiva") nel 1560 in cui annotava che suo figlio avrebbe presto pubblicato un volume di accompagnamento intitolato Livre de Pourtraicture ("Libro di ritrattistica"). Malgrado alcuni resoconti che un'edizione del Livre de Pourtraicture sia stata stampata per la prima volta nel 1571 e di nuovo nel 1589, non sembra esistere nessuna copia. Invece, la più probabile prima stampa dell'opera fu quella nel 1595 a Parigi di David Leclerc, con xilografie incise da Jean Leclerc, subito dopo la morte di Jean il Giovane. Il libro è uno dei più famosi sul tema dell'anatomia artistica e fu stampato più volte fino alla fine del XVII secolo.

## Fonti
- Adattato dal testo di pubblico dominio della Biografia di Jehan Cousin le jeune, presentata dalla US National Library of Medicine (Historical Anatomies on the Web).